# Laurentius Haechtanus
Pour les articles homonymes, voir Goetsenhoven (homonymie).
Laurentius Haechtanus comporte un nombre important de variantes orthographiques, telles que Laurent van Godsenhoven, Laurentius Van Haecht Goidtsenhoven ou Laureys van Haecht Goidtsenhoven. Ce chroniqueur de langue néerlandaise et poète emblématique de langue latine originaire des Pays-Bas du sud est né à Malines en 1527 et décédé à Anvers le 10 avril 1603.

## Biographie

### Famille
Laurentius Haechtanus naît à Malines en 1527 et meurt le 10 avril 1603 à Anvers,,. 
Ses origines et sa famille ne sont pas encore connues à défaut d'études le concernant. Il a dû quitter, jeune, la ville de Malines, pour s'installer à Anvers, ville marquée par l'humanisme, où son talent de poète latin pouvait être reconnu, ce qui fut fait grâce à Plantin et au calame de Gérard de Jode.[Interprétation personnelle ?]

### Activité
Il s'est rendu célèbre par son livre d'emblèmes Μικροκόσμος. Parvus Mundus, édité pour la première fois à Anvers en 1579, richement illustré par le graveur Gérard de Jode et qui reçut de nombreuses rééditions. Peut-être les gravures et le texte sont-ils d'inspiration hermétique[Interprétation personnelle ?]. Le livre reçut une traduction en néerlandais, publiée chez Christophe Plantin en 1584 sous le titre De Cleyn Werelt. Il existe également plusieurs traductions françaises. Une première attestée en 1592, publiée chez Jan Van Keerbergen (ou Jean Keerbergen). La couverture est la même que l'originale. Une pièce liminaire écrite par Henricus Costerius, pasteur de l'Église Cathédrale de Notre Dame d'Anvers est dédiée à "L'illustre, noble, et vertueuse Dame D. Madame Marie de Hornes Contesse Douagière d'Egmond, Princesse de Gaure, Dame de Gaesbeke, de Heze. &." Cette pièce est suivie d'une sorte de poème au lecteur :
Voicy (amy) où c'est, que la raison se fonde,
Pourquoy l'homme est nommé (des sages) Petit-monde
Comme au ciel il y a deux luminaires beaux,
Aussi ont les humains souz leur front deux flambeaux,
Comme le clair Soleil en Orient se leve,
Et puis en Occident nostre jour il acheve,
Quan il naist, et se couche alors qu'il est mourant.
Comme les vents sifflans sont froids et chauds, en somme,
Ainsi chaud et froid sort de la bouche de l'homme.
De nature terrestre et pensante est la chair :
Le poulmon respirant, est leger et plein d'air :
La bouche et le cerveau sont de nature humide,
Et la chaleur au cœur et au foye reside
L'homme tout ensemble est terrestre, humide et chaud :
De ces trois elements l'a faict le Dieu tres-haut.
Or comme un enfant est au Printemps comparable.
Et un adolescent à l'Esté convenable,
Ainsi l'homme à l'Automne on peut accomparer,

Et se peut (estant viel) à l'iver referer.
Les citations extraites de la Bible qui accompagnent les gravures indiquent les mêmes livres et versets que l'original. Cependant, les titres sont librement transposés, de même que les citations et poèmes. 
Une seconde traduction française a été publiée au XVIIe siècle (date inconnue) chez Theodore Pierre, à l'enseigne de la presse blanche, sous le titre Le Microcosme contenant divers tableaux de la vie humaine, Representez en figures avec une brieve exposition en vers françois. La couverture est différente de l'originale. Elle a été réalisée par Pieter Serwouters. Les gravures sont conservées. Cette traduction est encore plus libre que la précédente : les choix des textes bibliques qui légendent les gravures diffèrent du Microcosme original. Par exemple, la citation extraite d'Esaïe, 14 qui accompagnent la gravure de Cupidon et Jupiter est remplacée par une citation extraite de livre des Romains, II. De nombreux versets sont ainsi remplacés. Les poèmes qui accompagnent les gravures diffèrent beaucoup du texte de Laurentius Haechtanus et de la très libre traduction de Henricus Costerius.
Une des gravures de ce livre d'emblèmes a servi de modèle pour un vitrail héraldique daté de 1640 aux armoiries de Montenach en Suisse.
Par ailleurs, sa chronique des ducs de Brabant est une traduction en même temps qu'une compilation résumant divers ouvrages historiques, qui commence à Pépin de Landen, en 625, pour s'arrêter à Albert et Isabelle. Un manuscrit de la Bibliothèque royale de Belgique contient des extraits de cette chronique, rapportés avec des écussons en couleur de Brabant, de Hollande et de Flandre.
Il serait aussi l'auteur de quelques ouvrages destinés à la jeunesse.

### Célébrité
La célébrité de Laurentius Haechtanus est incontestable, il est mentionné à de nombreuses reprises par des auteurs venus d'horizons différents :
- (en) Alan Young et autres, Anglo-Dutch Relations in the Field of the Emblem, Bart Westerweel, 1997, 310 p. (lire en ligne) ;
- (en + fr + de) University of Glasgow, Department of French, Emblems and Art History : Nine essays, Alison Adams et Laurence Grove, 1996, 201 p. (ISBN 9780852615744, lire en ligne) ;
- I. Backus, P. Fraenkel et P.Lardet, Martin Bucer Apocryphe et Authentique, Librairie Droz, 1983, 56 p. (ISBN 9782600053600, lire en ligne) ;
- Michael A. Screech, Some Renaissance Studies : Selected articles 1951-1991 with a bibliography, Librairie Droz, Michael J. Health, 1992, 372 p. (ISBN 9782600331739, lire en ligne) ;
- Michèle Clément et Lois Du Puys, Le cynisme à la Renaissance d'Erasme à Montaigne : suivi de, Les épistres de Diogenes (1546), Droz, 2005, 284 p. (ISBN 9782600009720, lire en ligne) ;
- Paul Pelckmans, La Fontaine en séries, Brill, 2018, 152 p. (ISBN 9789004363571, lire en ligne) ;
- Frédérick Tristan, Les tribulations hérïques de Balthasar Kober, Fayard, 2014, 288 p. (ISBN 9782213657332, lire en ligne).
- Etc.

## Variantes orthographiques
Le nom « Laurentius Haechtanus » comporte de nombreuses variantes :
- La Biographie nationale de Belgique intitule en 1884-1885 un article Laurent van Godsenhoven, précise d'entrée « ou Goidtsenhoven, ou Hæctanus », et dans le développement Laurentius Van Haecht Goidtsenhoven[b],[2] ;
- la Section des manuscrits de la Bibliothèque royale de Belgique indique en 1948 : Laureys van Haecht Goidtsenhoven[6] ;
- Willemina van de Meer indique dans sa Biographische Index van de Benelux de 2012 : Laurentius van Goidtsenhoven (ook:Laureis ; fr:Laurent) et ook : Godtsenhoven, Godsenhoven, Haecht Goidtsenhoven of Laurentius Haechtanus[1].[C'est-à-dire ?][pas clair]

## Œuvres
- Μικροκόσμος. Parvus Mundus, Anvers, 1579.
- De Cleyn Werelt, Anvers : Christophe Plantin, 1584 (traduction en néerlandais)
- Chronijcke van de Hertoghen van Brabant, vergadert uyt diversche historieschryvers, ende overgeset door Laurens van Haecht Goidtsenhoven, Antwerpen, 1612, (seconde édition)
- Le Microcosme contenant divers tableaux de la vie humaine, Representez en figures avec une brieve exposition en vers françois, Amsterdam, Theodore Pierre, à l'enseigne de la presse blanche (traduction en français)[4]